# Alte Ennsburg
Die Alte Ennsburg befand sich in der Stadt Enns im Bezirk Linz-Land von Oberösterreich, und zwar auf dem Georgenberg, am nordöstlichen Rand des heutigen Schlossparks von Schloss Ennsegg. Der Turmhügel, auf dem die Ennsburg lag, wurde bisweilen als „Aussichtshügel der Romantik“ bezeichnet, ist aber der Rest der alten Burganlage. Heute ist er zu einem Aussichtsplatz umgestaltet, der von einem Steilabfall zur Enns begrenzt wird.

## Geschichte
Unterhalb des Ennsberges befand sich die um 205 gegründete römische Stadt Lauriacum (das Stadtrecht wurde bereits 212 von Caracalla verliehen). Vorgänger einer Verteidigungsanlage war auf dem Ennsberg eine keltische Höhensiedlung, zu römischer Zeit befand sich hier auf der Kuppe ein Tempelbezirk. Nach dem Untergang der Römerstadt wurde zum Schutz gegen die Magyaren und Awaren auf dem Georgenberg eine Volksburg errichtet. Vermutlich hier trafen sich bereits um 791 die königlichen Abgeordneten (am „Wartberg“).
Diese Befestigungsanlage wurde 901 (oder 977?) „Anesapurch“ genannt. Aus dieser ersten Ennsburg hat sich die spätere Burg auf dem Georgenberg entwickelt. 976 wurde diese dem Hochstift Passau übergeben. Bischof Adalbert trat diese Festung 977 dem Herzog Heinrich von Baiern ab, dem Bruder des Kaisers Otto I., sie war demnach eine Burg der karolingischen Pfalz. Danach kam sie an die steierischen Ottokare. Dieser Bau war im Laufe des Mittelalters der Wohnsitz von Herrschern und Landesfürsten, welche die Burg bei ihrer Durchreise durch Enns als Absteigquartier nutzten, und sie diente den Burgvögten der Herrschaft Enns als Amtssitz. Sie erhob sich im Zuge der die Stadt gegen Nordosten umgebenden Ringmauern.
In der Burg wurde ein folgenreicher Erbfolgevertrag (die Georgenberger Handfeste) zwischen Otakar IV. von Steyr (Steiermark, seit 1180 Herzog), der keine männlichen Erben hatte, und dem Babenbergerherzog Leopold V. von Österreich ausgestellt. Nach diesem Vertrag sollte die Steiermark nach dem Tod Ottokars an die Babenberger kommen und so kam von dem letzten der Ottokare die Burg 1186 bzw. 1192 (damals die Steiermark) an den Herzog Leopold V. Der letzte männliche Babenberger war Friedrich der Streitbare, der ohne männliche Nachfolger war. Nach dessen Tod kamen Burg und Herrschaft 1254 an Ottokar II. Přemysl. Im Frieden von Ofen (1254) wurde neben der Grafschaft Pitten auch der Traungau und mit ihm die Stadt Enns von der Steiermark getrennt und ins Herzogtum Österreich einbezogen; dies ist der Beginn der Bildung der eigenständigen Länder Ober- und Niederösterreich.
Von den Habsburgern, ab 1278 Herren des Landes, wurde die Burg 1309 an Heinrich von Wallsee verpfändet, 1345 aber wieder ausgelöst. Aus dieser Besitzung entstand die Ennser Linie der Wallseer. 1356 war Eberhard I. von Kapellen, der Hauptmann von Enns, der Pfandherr. Nach dem Aussterben dieses Geschlechts waren hier Hanns Ponhalm und dann sein Sohn Clemens landesfürstliche Pfleger. Wiederum wurde die Burg 1477 an den Erzbischof Johann von Gran verpfändet.

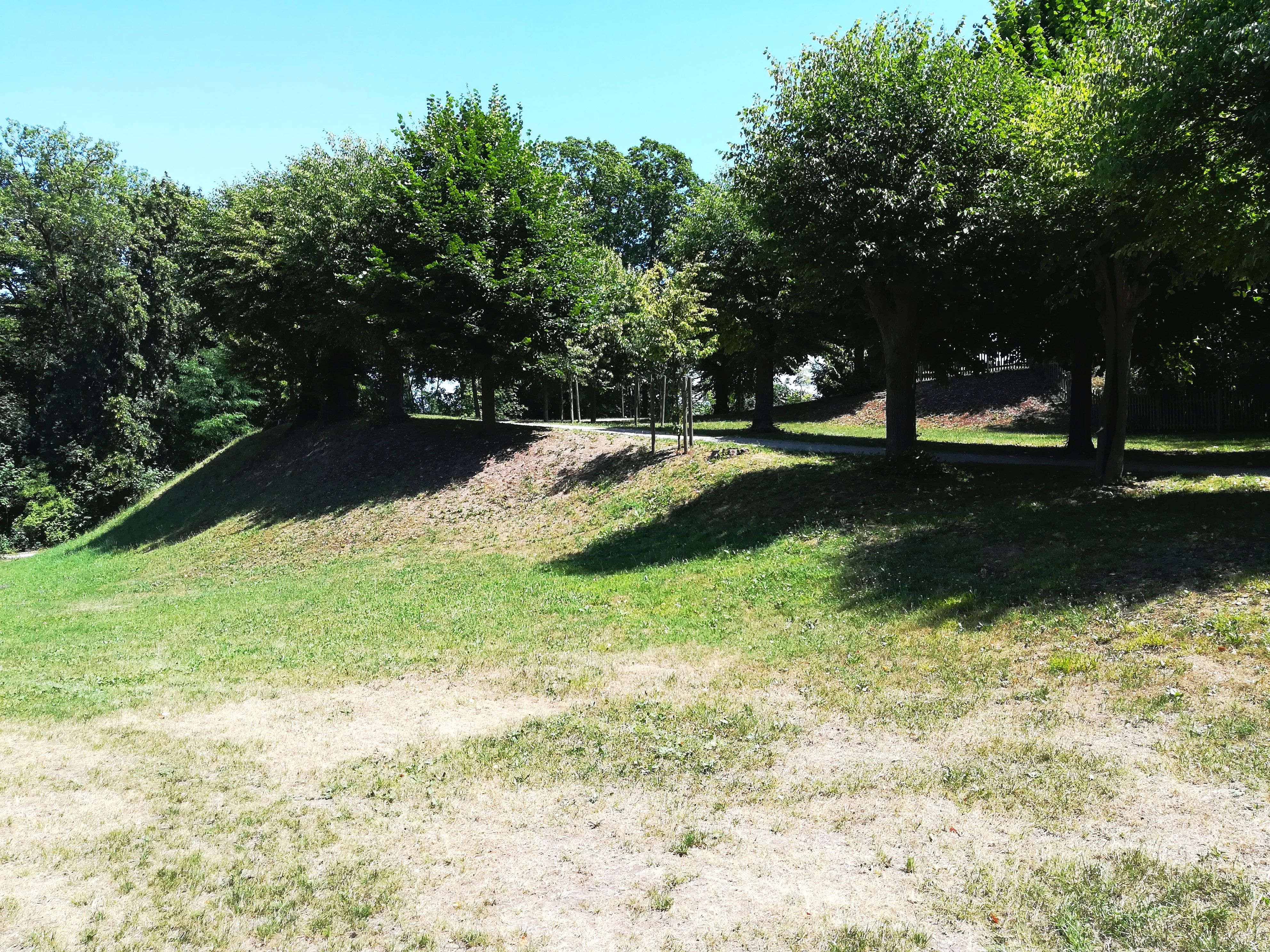
Lageplatz der Alten Ennsburg im Schlosspark am Georgenberg (Juni 2018)

Diese landesfürstliche Burg war Ende des 15. Jahrhunderts bereits so verfallen, dass sie nicht mehr erneuert wurde, sondern dass als Herrschaftssitz 1475 die Neue Ennsburg im Süden der Altstadt errichtet wurde. Die noch erhaltenen Baureste, ein zweigeschoßiger Arkadenhof, der Treppenturm und ein Verbindungstrakt zur Stadtmauer wurden in das 1565–1570 errichtete Schloss Ennsegg integriert, sind heute aber nicht mehr erhalten. Die Ruinen der alten Burg und der spätgotischen Georgskirche dienten zur Baumaterialgewinnung, im Dreißigjährigen Krieg als Schanze, und die Überreste dann als Aussichtsplattform.